# Transports Canada
Pour les articles homonymes, voir Ministère des Transports.
Transports Canada (en anglais : Transport Canada) (nom légal : ministère des Transports) est le ministère des Transports du gouvernement fédéral canadien. Il est responsable du développement et de l'application des règlements et politiques dans le domaine des transports inter-provinciaux et internationaux au Canada. Plus spécifiquement, il s'occupe de la navigation, du transport ferroviaire et aérien, tant pour les infrastructures que pour la certification du matériel. Il ne s'occupe cependant pas des transports intra-provinciaux comme les routes et les permis de conduire qui sont, eux, du ressort des provinces.
Transport Canada a son siège à Ottawa, et la ministre actuelle est l'honorable Chrystia Freeland.

## Histoire
Le ministère des Transports fut créé en 1935 sous le Premier ministre Mackenzie King à la suite de l'évolution rapide dans ce domaine au Canada. Il fusionna les ministères des chemins de fer et canaux et celui de la marine marchande par une loi du 2 novembre 1936 (le fonds d'archives du premier est maintenant conservé au centre d'archives de Montréal de Bibliothèque et Archives nationales du Québec). Le premier titulaire du titre ministre des transports fut Clarence Decatur Howe, un homme dynamique qui rationalisa son fonctionnement et mit sur pied des sections pour tous les modes de transport (air, mer, route). Il créa le conseil des ports nationaux pour l'administration des ports canadiens et Trans-Canada Air Lines qui allait devenir Air Canada plus tard.
Jusqu'en 1994, Transports Canada avait la responsabilité sur un large éventail de domaines dont la Garde côtière canadienne, la voie maritime du Saint-Laurent, les ports et aéroports, les compagnies de la Couronne Via Rail et le Canadien National (CN). Cette année-là, une réorganisation des ministères, menée par le gouvernement de Jean Chrétien afin de lutter contre le déficit, amputa Transports Canada d'une partie de son personnel et de ses responsabilités. Le CN fut privatisé, la Garde côtière fut mise sous la responsabilité de Pêches et Océans Canada, la voie maritime ainsi que les ports et aéroports furent transférés aux autorités locales. Transports Canada en ressortit comme une agence de surveillance et de règlementation avec peu de rôles directs d'administration des infrastructures.
Le plus grand défi des dernières années fut celui des attentats du 11 septembre 2001. Transports Canada ordonna la fermeture de l'espace aérien canadien à la suite du même ordre du FAA américain. Il lança ensuite une vaste opération pour accueillir les avions ne pouvant atterrir aux États-Unis. Le développement des mesures de sécurité dans les ports et aéroports a été depuis un mandat des plus importants.

## Responsabilités

### Routes
Le rôle primordial de Transports Canada dans ce domaine est la sécurité des véhicules. La loi de 1971 prévoit que le ministère fixe les standards de sécurité des automobiles, motocyclettes, camions et autres véhicules. Il a des centres d'essai pour les tester et suggérer des améliorations.
Le ministère est également chargé de faire le lien avec ses homologues provinciaux quant à la distribution de fonds fédéraux pour l'amélioration des routes.
En pratique, transport Canada publie chaque année des fatality and serious injury data.
| Victimes décédées,par 100 000 de population                                                                            | Victimes décédées,par 100 000 de population                                                                            |
| --- | --- |
| Pour des raisons techniques, il est temporairement impossible d'afficher le graphique qui aurait dû être présenté ici. | |
| Victimes décédées,par milliard de Véhicules-Kilomètres                                                                 | |
| Pour des raisons techniques, il est temporairement impossible d'afficher le graphique qui aurait dû être présenté ici. | Pour des raisons techniques, il est temporairement impossible d'afficher le graphique qui aurait dû être présenté ici. |
| Sources TC. | |

### Rail
Transports Canada est chargé de :
- la sécurité ferroviaire
- les stratégies pour permettre l'accessibilité du transport ferroviaire
- la sécurité des ponts et aux ouvrages des lignes de chemin de fer
- l'inspection de la signalisation
- l'élaboration et la surveillance des règles d'opération
- l'élaboration des règles sur le transport des produits dangereux
- l'opération d'un centre de mesures d'urgence en cas de déversement de produits dangereux

### Maritime
Transports Canada est responsable de toutes les voies navigables intérieures du Canada et de la zone commerciale des océans l'entourant. Ces responsabilités incluent :
- réponse aux urgences maritimes et enquête sur leur causes dans les eaux canadiennes
- surveillance des lois et règlements maritimes
- élaboration des certifications du personnel navigant et surveillance de l'application de ces règles
- sécurité maritime
- élaboration des standards des navires et autres embarcations et surveillance de l'application de ces règles

### Aviation
Avant 1996, Transports Canada élaborait les règlements et gérait les opérations des services aériens. Il était propriétaires des aéroports et employeur du personnel de contrôle du trafic aérien. Après la politique nationale sur les aéroports de 1994, le gouvernement privatisa les petits aéroports aux autorités locales, ne gardant la propriété que des aéroports de plus de 200 000 passagers annuellement et ceux desservant les capitales provinciales et nationales. Il donna cependant la gestion de ces derniers, au nombre de 26, à des corporations indépendantes.
Le 1er novembre 1996, Nav Canada, une coopérative sans but lucratif des opérateurs aériens, prit la responsabilité des services de contrôle aérien civil. Transport Canada ne garda que l'élaboration et la surveillance des règlements aériens, de la certification des pilotes et des appareils.
Ceci délesta le gouvernement fédéral de coûts antérieurement payés par les citoyens vers les utilisateurs des services, ce qui ne fit pas que des heureux. Il se concentre maintenant sur sa mission de règlementation et est divisé en six régions administratives. Celles des Atlantique, du Québec, de l'Ontario, de Prairie et Nord et du Pacifique contrôle la petite aviation. La région de la capitale nationale d'Ottawa est spécialisée dans la surveillance des standards pour les opérateurs aériens internationaux et des gros appareils.